# Jakubovice
Jakubovice (in tedesco Jockelsdorf) è un comune della Repubblica Ceca facente parte del distretto di Šumperk, nella regione di Olomouc.